# Titao
Titao  là một tổng của tỉnh Loroum ở tây bắc Burkina Faso. Thủ phủ của tổng này là thị xã Titao. Dân số năm 2006 là 66.309 người .

## Các thị xã và làng xã
Andekanda, Babo, Banyida, Bongola–Marencé, Bongola-Mossi, Derpon, Dingla, Fogoutté, Goubi, Guilan, Illigué, Ingané, Irvouta-Tinga-Mossi, Irvouyatenga-Silmimossi, Kelembali, Mantaka, Nogo, Nommo–Foulbé, Pellaboukou, Pétanaye, Pétane, Posso, Rambo, Saïgouma, Séléguin, Sillia, Sollobo, Songtaba, Tanghin–Baogo, Todiam, Tougribouli, Toulfé, Vini, Wanaré, Wanobé, Woro, Yoda, Yorsala e You.